# Hohenkirchen (Thuringe)
Pour les articles homonymes, voir Hohenkirchen.
Hohenkirchen est une ancienne commune allemande de l'arrondissement de Gotha en Thuringe et qui fait partie de la communauté d'administration Apfelstädtaue.

## Géographie

Situation de la commune (en rouge) dans l'arrondissement de Gotha

Hohenkirchen est située dans le sud de l'arrondissement, au confluent de l'Ohra avec l'Apfelstädt, à 12 km au sud de Gotha, le chef-lieu de l'arrondissement, au nord de la forêt de Thuringe. Hohenkirchen fait partie de la communauté d'administration Apfelstädtaue dont le siège se trouve à Georgenthal.
Communes limitrophes (en commençant par le nord et dans le sens des aiguilles d'une montre) : Emleben, Petriroda, Schwabhausen, Günthersleben-Wechmar, Ohrdruf et Herrenhof.

## Histoire
L'église St Gandof date du XVIe siècle.
Hohenkirchen a fait partie du duché de Saxe-Cobourg-Gotha (cercle d'Ohrdruf).
En 1922, après la création du land de Thuringe, la commune est intégrée au nouvel arrondissement de Gotha avant de rejoindre le district d'Erfurt en 1949 pendant la période de la République démocratique allemande jusqu'en 1990.

## Démographie
| 1910 | 1933 | 1939 | 1995 | 2000 | 2005 | 2010 |
| ---- | ---- | ---- | ---- | ---- | ---- | ---- |
| 866  | 867  | 845  | 778  | 799  | 761  | 729  |

## Communications
La commune est située sur la route nationale B247 Gotha-Ohrdruf-Suhl. La L1028 mène au sud-ouest vers Herrenhof et Georgenthal, la L2146 se dirige au nord vers Petriroda et Emleben.

## Personnalité
- Georg Böhm, (1661-1733), compositeur, organiste et claveciniste baroque.